# 킹키부츠 (뮤지컬)
《킹키부츠》(영어: Kinky boots)는 신디 로퍼가 작곡, 하비 피어스타인이 극작, 제리 미첼이 연출과 안무를 맡은 뮤지컬이다. 2005년도 개봉된 감독 줄리언 재롤드의 동명의 영화 《킹키부츠》가 원작으로, 이 영화는 드랙퀸을 위해 부츠를 만든 W.J 브룩스 공장의 실화를 바탕으로 1999년 BBC에서 제작한 다큐멘터리를 토대로 만들어졌다. 제 67회 토니어워드에서 6개 부문(작품상, 음악상, 안무상, 남우주연상, 편곡상, 음향상)을 수상하였다. 음악상을 수상한 신디 로퍼는 67년 토니상 역사상 최초의 여성 작곡가 수상자로 기록됐다.
2012년 시카고에서 첫 공연을 선보였고, 2013년 미국 브로드웨이에 진출했다. CJ E&M이 공동 프로듀서로 《킹키부츠》에 투자하여 이 뮤지컬은 비영어권 국가 중에서는 대한민국에서 첫 번째로 라이선스화 되어 2014년 12월 2일부터 2015년 2월 22일까지 충무 아트홀 대극장에서 공연되었다. 2016년 9월 블루스퀘어 극장에서 재연 예정이다.

## 제작 배경

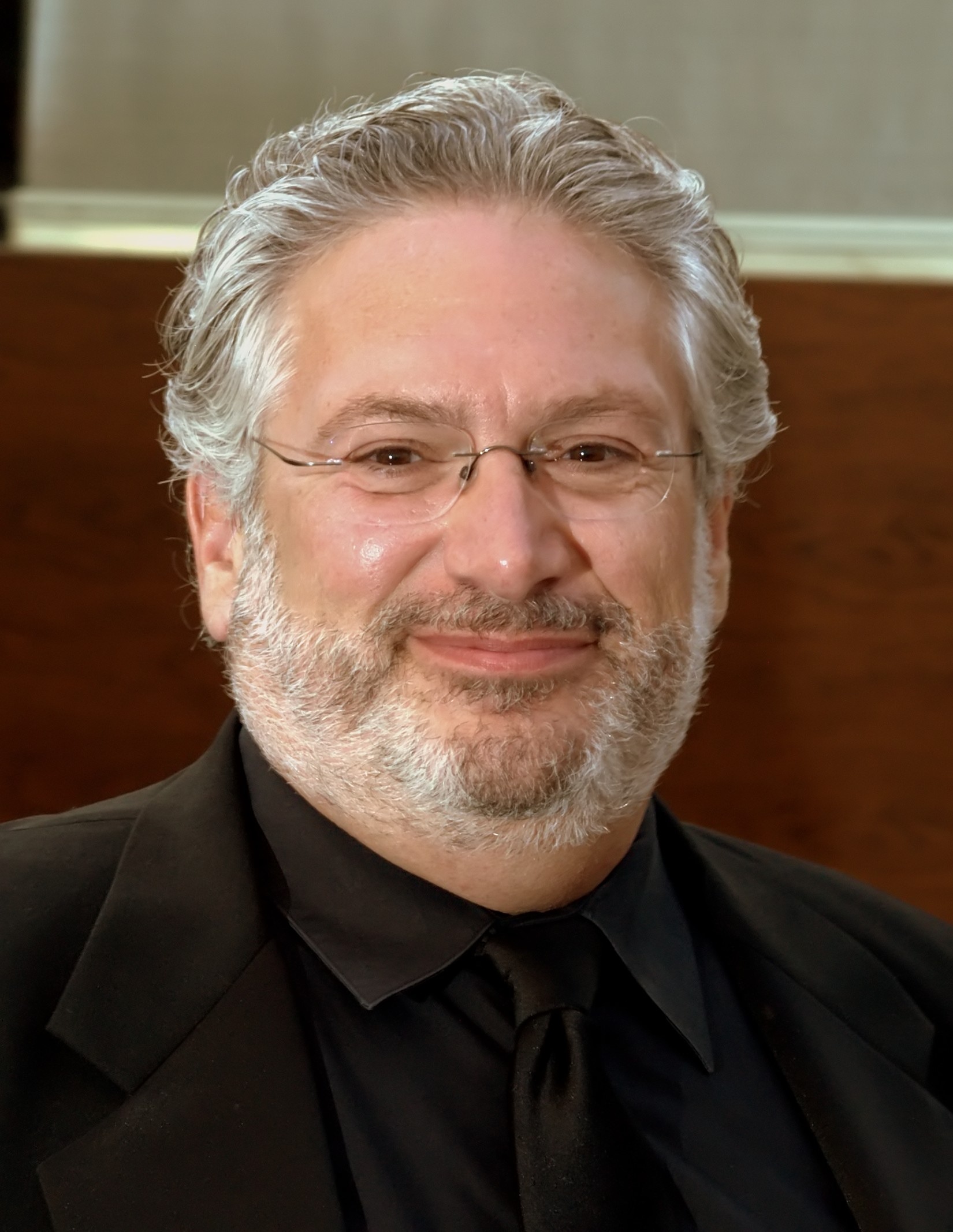
작가 하비 피어스타인

킹키부츠는 2005년 동명의 영국 영화를 원작으로 한 뮤지컬이다. 이 영화는 1999년에 방영된 BBC2 다큐멘터리 시리즈 Trouble at the Top의 한 에피소드에서 영감을 받았다. 이 다큐멘터리는 가족이 운영하는 구두 공장을 폐업 위기에서 구하려고 고군분투하던 스티브 페이트먼의 실제 이야기를 다루고 있는데, 그는 남성용 페티시 구두를 "디바인 풋웨어(Divine Footwear)"라는 브랜드로 제작하기로 결정했다.
토니상 수상 프로듀서인 대릴 로스(Daryl Roth)는 2006년 선댄스 영화제에서 이 영화를 보고 그 "마음과 영혼"에 반해버렸다. 그녀는 영화의 주제가 많은 사람들의 공감을 얻을 수 있을 것이라고 생각했고, 또한 뮤지컬에 적합하다고 생각했다. 동시에 할 루프티그(Hal Luftig)도 런던에서 이 영화를 보고 "이 영화의 따뜻한 인간미와 인상적인 주인공이 뮤지컬 극장에 잘 어울릴 것"이라고 생각했다. 그로부터 1년도 채 되지 않아 로스는 영화의 무대화 권리를 확보했고, 토니상과 로런스 올리비에상 수상 프로듀서인 루프티그와 협력했다.
2008년 중반까지 로스와 루프티그는 제리 미첼(Jerry Mitchell)에 영화 연출에 참여해줄 것을 부탁했다. 미첼은 로스가 보낸 영화 DVD를 보고 그 제안을 승낙했다. 로스와 루프티그는 미첼을 감독으로, 하비 피어스타인을 극작가로 고용했다. 미첼은 피어스타인과 신디 로퍼가 친구라는 사실을 알고 있었으며, 그들이 뮤지컬을 함께 만들기에 좋은 팀이 될 것이라고 생각했다. 피어스타인은 이에 동의했고, 결국 로퍼에게 곡을 작곡해달라고 요청했다. 그는 이번 기회로 클럽 음악과 뮤지컬 곡을 모두 쓸 수 있는 폭넓은 음악적 재능을 가진 사람과 작업할 수 있었다고 회고했다. 로퍼는 2010년 6월 창작팀에 합류했다.

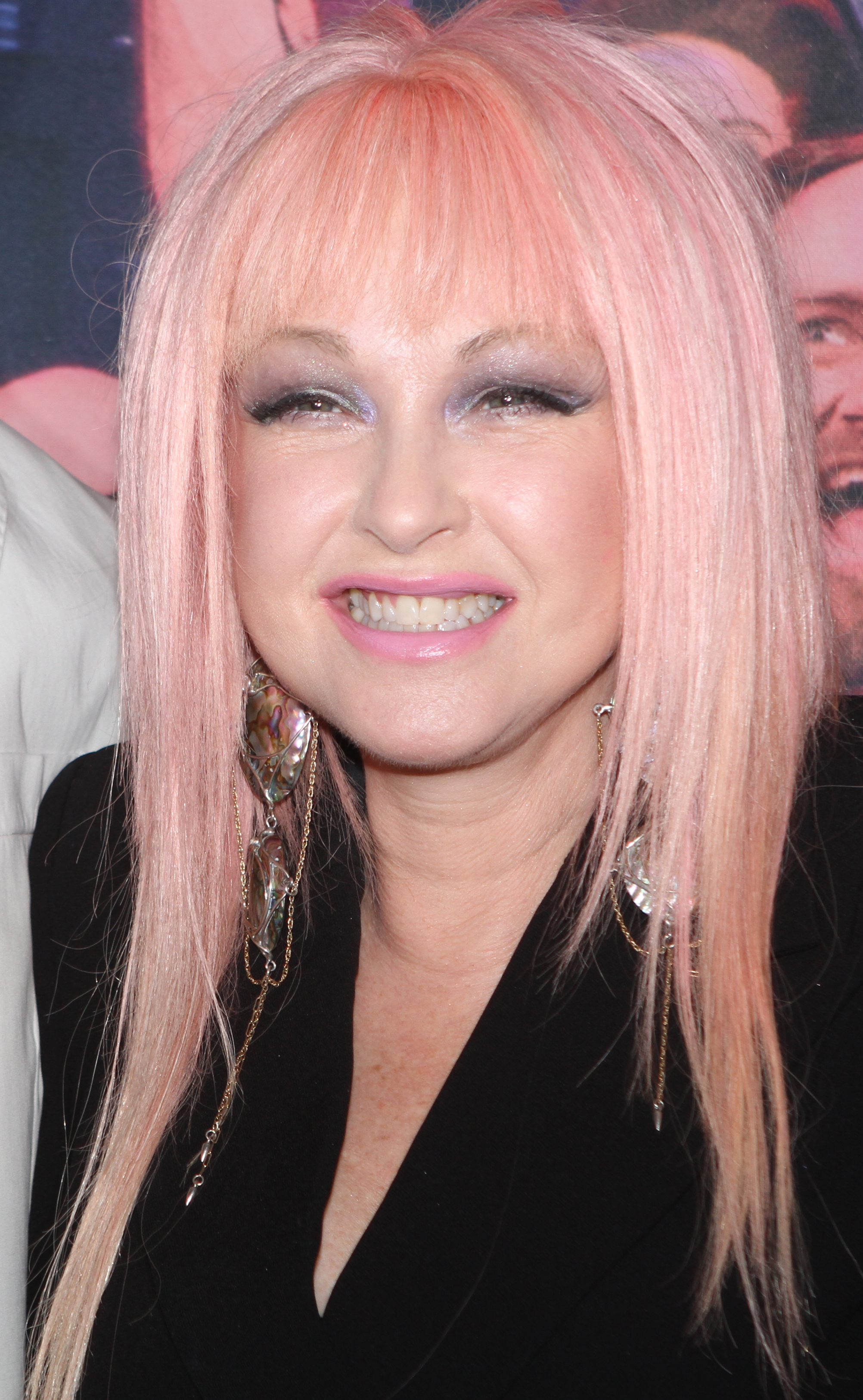
Lauper wrote the songs for the show.

피어스타인과 로퍼는 각자의 분야에서 이미 비평가들의 찬사를 받고 여러 상을 수상한 경력을 가지고 있었다. 피어스타인은 Torch Song Trilogy로 연기와 극본 부문에서, Hairspray로 연기 부문에서, 그리고 La Cage의 극본으로 총 네 번의 토니상을 수상했다. 로퍼는 차트를 휩쓴 싱어송라이터이자 배우로서 그래미상, 에미상 등 다수의 상을 받은 바 있다. 피어스타인은 영화가 "공장을 살리는 이야기"였던 것에 비해, 뮤지컬은 "조립 라인에서 일하며 노래하는 드래그 퀸들"이 등장하는 점에서 차이가 있다고 보았다. 그는 뮤지컬의 핵심이 "서로 정반대의 세계에서 온 두 젊은 남자가 공통점을 발견하게 되는 이야기, 특히 아버지에게 맞서야 하는 필요성에서 시작된다"고 설명했다.
로퍼는 뮤지컬 사우스 퍼시픽과 웨스트 사이드 스토리, 에런 코플런드의 애팔래치아의 봄, 그리고 팝 가수 라나 델 레이 등에서 영감을 받았다. 뉴욕 타임스의 패트릭 힐리와의 방송 인터뷰에서 로퍼와 피어스타인은 영화 각색 과정에서 커뮤니티와 아버지-아들 간의 보편적 유대감을 강조하며, 이를 통해 관용과 자기 수용의 문제를 탐구했다고 밝혔다.
킹키부츠는 2011년 10월 6일에 리딩 공연을 가졌다. 로퍼는 배우들이 리딩을 시작한 이후에도 적극적으로 작품을 다듬는 작업에 참여했다. 2012년 1월, 로스는 그 달에 워크숍 공연이 진행될 것이며, 스타크 샌즈와 빌리 포터가 주연으로 캐스팅되었다고 발표했다. 2012년 8월, 프로듀서들은 2013년 4월 4일 브로드웨이 개막일을 발표했다.

## 시놉시스

### 1막
찰리 프라이스는 가족 사업인 프라이스 앤 선스에서 4대째 후계자로 자라난다. 프라이스 앤 선스는 노샘프턴에 위치한 구두 제조 공장이다. 한편 런던에서 자란 또 다른 소년은 찰리가 신발에 대해 흥미를 느끼지 않는 것과는 반대로, 신발에 강한 흥미를 느낀다. 그러나 그가 관심을 가진 것은 빨간 여성용 하이힐이었기 때문에 엄격한 아버지의 화를 돋굴 뿐이었다. 시간이 흐르고 찰리의 아버지는 나이가 들며, 찰리가 공장을 물려받기를 원한다. 하지만 찰리는 신분에 민감한 약혼녀 니콜라와 함께 런던으로 이주해 부동산 경력을 쌓고 싶어 한다 (곡 "The Most Beautiful Thing").
찰리가 겨우 런던의 새 아파트에 들어섰을 때, 그의 아버지가 갑작스럽게 세상을 떠난다. 찰리는 급히 고향으로 돌아가 장례식을 치르고, 공장이 파산 직전임을 발견한다. 공장은 품질 좋은 남성용 신발을 만들지만, 그 신발들은 비쌀뿐 디자인이 특별하지 않아 시장에서의 수요가 점점 줄어들고 있다. 찰리는 공장을 살리고 아버지의 유산을 지키기로 결심하지만, 스스로 프라이스 앤 선스를 운영하고 싶은 마음은 없다. 오랫동안 찰리를 알고 지낸 공장 노동자들은 찰리가 왜 처음부터 떠났는지 이해하지 못하고, 새로운 경영진에 대해 적대적이고 회의적이다.
런던으로 돌아온 찰리는 친구이자 동료 신발 판매원인 해리를 만나 도움을 청한다. 해리는 일시적인 해결책만 제시하며, 찰리에게 어쩔 수 없는 상황에 맞서지 말라고 조언한다 (곡 "Take What You Got"). 술집을 떠나던 찰리는 한 여성이 두 명의 취객에게 괴롭힘을 당하는 것을 목격하고 개입하려다 기절한다. 깨어난 찰리는 허름한 나이트클럽에 있으며, 자신이 구하려던 여성이 사실 그 클럽의 드래그 퀸 주연 배우 롤라임을 알게 된다. 롤라는 그의 백업 댄서 그룹인 "엔젤스"와 함께 공연한다 (곡 "Land of Lola"). 찰리는 롤라의 분장실에서 회복하며, 남성의 체중을 견딜 수 없도록 디자인된 하이힐을 눈치챈다. 롤라는 비싼데다 신뢰할 수 없는 신발이 드래그 공연의 필수 요소라고 설명한다.
찰리는 공장으로 돌아와 마지못해 직원을 해고하기 시작한다. 조립 라인의 여성 직원인 로런은 해고 통보를 받자 화를 내며, 다른 신발 공장들은 "소외된 틈새 시장"에 진입하여 살아남은 것이라 말한다. 이 말에 찰리는 영감을 얻고 롤라에게 여성용 부츠를 남성도 편하게 신을 수 있도록 디자인해달라고 요청한다 (곡 "Land of Lola"(Reprise), "Charlie's Soliloquy", "Step One"). 롤라와 엔젤스가 공장에 도착하고, 그는 찰리가 처음 디자인한 부츠에 불만을 표한다. 롤라는 공장의 여성 직원들을 자기 편으로 끌어들인 후, 가장 중요한 요소는 힐이라고 설명하며 재빨리 부츠 디자인을 수정한다 (곡 "The Sex is in the Heel"). 공장 관리자 조지는 그의 디자인을 실용적으로 만들 방법을 찾아낸다. 감명을 받은 찰리는 밀라노에서 열리는 신발 전시회까지 남은 3주 동안 롤라에게 새 부츠 라인을 디자인해달라고 간청한다. 롤라는 공장장 돈과 몇몇 다른 직원들의 조롱에 이미 시달리고 있었지만, 찰리의 칭찬에 기뻐하며 마침내 동의한다.
찰리는 공장에서 부츠 생산을 계속할 것이라고 발표한다. 그는 로런에게 아이디어를 준 것에 대해 감사하며 그녀에게 승진을 제안한다. 로런은 이를 받아들이며 찰리에게 호감을 느끼기 시작한 자신을 깨닫고 당황하지만, 동시에 설레기도 한다 (곡 "The History of Wrong Guys").
다음 날, 롤라는 남성복을 입고 나타나지만, 돈과 그의 친구들에게 조롱당한다. 상처받은 롤라는 화장실에 숨어들고, 찰리는 그를 위로하려고 노력한다. 롤라는 자신의 아버지가 자신을 권투 선수로 키우려 했지만, 자신이 드래그 복장으로 시합에 나서자 그를 의절했다고 설명한다. 두 사람은 각자 아버지에 대한 복잡한 감정을 공유하며, 롤라는 자신의 본명을 사이먼이라고 밝힌다 (곡 "Not My Father's Son").
니콜라와 그녀의 상사 리처드 베일리가 런던에서 도착하여 찰리에게 공장을 폐쇄하고 그 자리에 콘도미니엄을 짓자는 계획을 제시한다. 찰리는 이를 거부하지만, 아버지가 돌아가시기 전에 이미 이 계획에 동의했음을 알고 충격을 받는다. 아버지가 그렇게 한 이유는 찰리가 공장을 운영하지 않았기 때문이라고 생각된다. 찰리는 공장을 팔지 않겠다고 선언하고, 곧 노동자들은 첫 번째 "킹키 부츠"가 완성되면서 축하를 시작한다 (곡 "Everybody Say Yeah").

### 2막
공장 노동자들 중 일부는 제품 라인의 급격한 변화에 대해 그다지 열광적이지 않다. 특히 위협적인 분위기의 돈을 포함한 몇몇 사람들은 롤라를 매우 불편하게 만든다. 롤라는 이에 맞서며, 여성 직원들의 도움을 받아 자신이 돈보다 여성의 이상형에 더 가깝다는 것을 증명하려고 한다 (곡 "What a Woman Wants"). 롤라는 돈에게 독특한 내기를 제안하며, 누가 더 "진짜 남자"인지 가리자고 한다. 롤라는 돈이 제시하는 무엇이든 할 테니, 돈도 그가 제시하는 것을 해 보라는 것이다. 돈의 도전은 술집에서 자신과 복싱 시합을 하자는 것이었다. 찰리는 롤라의 과거를 떠올리며 경악하지만, 롤라는 링에서 쉽게 돈을 제압한다. 그러나 결국 롤라는 돈이 승리하도록 넘겨준다 (곡 "In This Corner"). 이후 돈은 왜 자신을 이기게 했는지 묻고, 롤라는 친구들 앞에서 돈을 모욕할 만큼 잔인해질 수는 없었다고 답한다. 그리고 그에게 내기의 조건으로 "사람을 있는 그대로 받아들여라"라고 말한다.
찰리는 밀라노 전시회 준비를 위해 자신의 돈을 공장에 쏟아붓고 있었고, 제품이 제대로 나오지 않아 초조해하며 직원들에게 화를 내고, 자신이 생각하기에 엉성한 작업을 다시 하도록 강요한다. 그러던 중 니콜라가 공장에 찾아와 찰리가 공장에 집착하는 것에 질려 그와 결별한다. 한편, 롤라는 찰리와 상의하지 않고 몇 가지 생산 및 준비에 관한 결정을 내린다. 찰리는 롤라가 전문 모델을 고용하지 않고 그의 엔젤들이 부츠를 신고 런웨이에 오르도록 결정한 것을 알고는, 감정이 폭발하여 롤라를 다른 직원들 앞에서 망신을 준다. 롤라는 화를 내며 떠나고, 공장 노동자들은 집으로 돌아간다. 혼자 남은 찰리는 아버지의 유산의 무게와 자신의 정체성에 대해 갈등하며 고군분투한다 (곡 "Soul of a Man").
로런은 찰리를 찾아와 공장으로 돌아오라고 말한다. 돈이 노동자들을 설득해 밀라노 전시회에 맞춰 부츠를 완성하기 위해 한 주간의 임금을 포기하고 일을 계속하기로 했다는 사실이 밝혀진다. 찰리는 놀라워하며 감사의 마음을 표하고, 돈이 롤라를 받아들여 내기에서 진 것을 인정했는지 묻는다. 로런은 돈이 받아들인 사람은 바로 찰리 자신이라고 설명한다.
찰리는 밀라노로 향하는 공항으로 가면서 롤라의 음성 사서함에 진심 어린 사과를 남긴다. 한편, 롤라는 고향의 요양원에서 공연을 한다. 무대에서 내려온 후, 롤라는 휠체어를 타고 있는 아버지와 대화를 나누며 마침내 마음의 평화를 찾는다 (곡 "Hold Me in Your Heart").
찰리와 로런이 밀라노에 도착하지만, 모델이 없어 찰리가 직접 런웨이를 걷게 된다. 로렌은 그의 헌신에 감동하지만 (곡 "The History of Wrong Guys (Reprise)"), 쇼는 실패로 끝날 위기에 처한다. 모든 것이 절망적으로 보이는 순간, 롤라와 그의 엔젤들이 등장해 상황을 반전시킨다. 로런과 찰리는 첫 키스를 나누고, 모든 이들이 "킹키 부츠"의 성공을 축하하며 즐거워한다 (곡 "Raise You Up/Just Be").

## 등장 인물
- 찰리 프라이스 : 이제 막 대학을 졸업한 청년으로, 아버지의 갑작스러운 죽음으로 찰리 프라이스 구두 공장의 사장이 되었다. 무너져가는 구두공장을 일으키기 위해 롤라를 디자이너로 영입한다.
- 롤라(사이먼) : 찰리로 인해 '킹키부츠'로 영입된 디자이너. 당당한 드래그 퀸이자 쇼걸이지만, 수준급 복서 사이먼이기도 한 면모를 가지고 있다.
- 로렌 : 찰리 프라이스 공장의 직원으로 성심성임껏 찰리를 돕는 인물이다.
- 돈 : 마초적이고 보수적인 공장 직원. 롤라에 대해 못마땅해하여 갈등을 일으키지만,복싱 시합 이후 화해한다.
- 니콜라 : 찰리의 약혼녀로 도시 생활을 꿈꾸는 여성이다.

## 음악 목록
다음 목록은 2014년 한국 라이선스 버전에 따른다.
| 1막 - Price & Son Theme - 전체 배우들 - The Most Beautiful Thing in the World - 전체 배우들 - Price & Son Theme Funera) - 전체 배우들 - Take What You Got - 해리 & 찰리& 앙상블 - The Land of Lola - 롤라 & 엔젤들 - Step One - 찰리 - The Sex Is in the Heel - 롤라 & 팻 & 엔젤들 - The History of Wrong Guys - 로렌 - I’m Not My Father’s Son - 롤라 & 찰리 - Everybody Say Yeah! - 찰리 & 롤라 & 엔젤들 & 앙상블 | 2막 - Price & Son Theme_reprise - 전체 배우들 - What A Woman Wants - 롤라 & 팻 & 돈 & 앙상블 - In This Corner - 롤라 & 돈 & 팻 & 트리시 & 엔젤들 & 앙상블 - Charlie’s Soliloquy / Soul of A Man - 찰리 - Hold Me In Your Heart - 롤라 - Raise You Up - 롤라 - Just Be - 전체 배우들 |

## 캐스팅
| 캐릭터/공연     | 브로드웨이 오리지널 캐스팅 | 2014년 한국 라이선스 캐스팅                    | 2016년 한국 라이선스 캐스팅                    | 2018년 한국 라이선스 캐스팅                  | 2020년 한국 라이선스 캐스팅                    |
| --------------- | --- | ---------------------------------------------- | ---------------------------------------------- | -------------------------------------------- | ---------------------------------------------- |
| 찰리            | 스타크 샌즈 | 김무열, 지현우, 윤소호                         | 이지훈, 김호영                                 | 김호영, 박강현, 이석훈                       | 이석훈, 김성규                                 |
| 롤라(사이먼)    | 빌리 포터 (Billy Porter) | 오만석, 강홍석                                 | 정성화, 강홍석                                 | 정성화, 최재림                               | 박은태, 최재림, 강홍석                         |
| 로렌            | 애널리 애슈퍼드 | 정선아, 최유하                                 | 김지우                                         | 김지우                                       | 김지우, 김환희                                 |
| 돈              | 대니얼 샤먼 | 고창석, 심재현                                 | 고창석, 심재현                                 | 고창석, 심재현                               | 고창석, 심재현                                 |
| 니콜라          | 리나 홀 | 이예은                                         | 신의정                                         | 고은영                                       | 고은영                                         |
| 조지            | 마커스 네빌 (Marcus Neville) | 이우승                                         | 이우승                                         | 이우승                                       | 김용수                                         |
| 어린 사이먼     | 마키즈 닐 (Marquise Neal) | 오지환, 탕준상, 이태경                         | 강채민, 윤펠릭스, 이태경                       | 김지호, 이태경                               | 박준우, 홍승연                                 |
| 어린 찰리       | 서배스천 헤지스 토머스(Sebastian Hedges Thomas) | 최민영                                         | 이민혁, 이주호, 장대웅                         | 이윤우, 김지훈                               | 박예준, 이주아                                 |
| 미스터 프라이스 | 스티븐 버거(Stephen Berger) | 조정근                                         | 권홍석                                         | 권홍석                                       | 권홍석                                         |
| 해리            | 앤디 켈소 (Andy Kelso) | 서승원                                         | 제병진                                         | 추연성                                       | 이경준                                         |
| 엔젤스          | 폴 케이넌 (Paul Canaan), 케빈 스미스 커크우드 (Kevin Smith Kirkwood), 카일 테일러 파커 (Kyle Taylor Parker), 카일 포스트(Kyle Post), 찰리 서튼 (Charlie Sutton), 조이 타란토(Joey Taranto) | 김준래, 우지원, 권용국, 송유택, 한선천, 전호준 | 김준래, 우지원, 권용국, 송유택, 한선천, 박진상 | 김준, 배나라, 김강진, 전호준, 이종찬, 박진상 | 전호준, 이종찬, 주민우, 한준용, 한선천, 김강진 |

## 제작진

### 오리지널 브로드웨이
- 대본 : 하비 포비스 피어스타인
- 작사 : 신디 로퍼
- 작곡 : 신디 로퍼
- 연출 : 제리 미첼
- 안무 : 제리 미첼

### 2014년 한국 라이선스
- 음악감독 : 양주인
- 협력연출 : 김동연
- 협력안무 : 이현정
- 무대수퍼바이저 : 이엄지

### 2016년 한국 라이선스

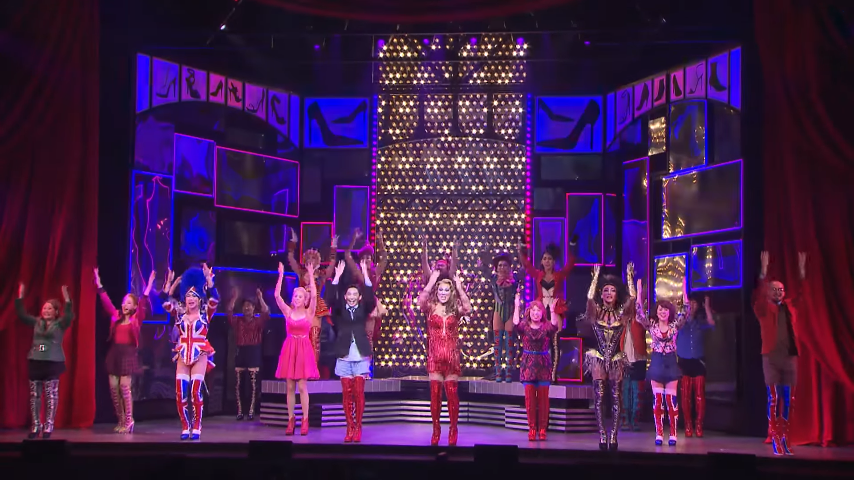
2016년 한국 무대

- 음악감독 : 양주인
- 협력연출 : 김동연
- 협력안무 : 심설인
- 무대수퍼바이저 : 이엄지

## 제작 과정
뮤지컬 안무가 겸 연출가 제리 미첼은 프로듀서인 데럴 로스가 추천한 《킹키부츠》영화를 보고 뮤지컬《킹키부츠》를 제작하기로 마음먹었다. 제리 미첼은 이 이야기 자체는 매우 인간적이고 감동적이면서 전세계인이 공감할 수 있는 이야기라고 생각했다. 아버지의 인정을 받지 못하는 두 남자에 대한 이야기이기도 했고, 그 두 남자가 다른 곳에서 자랐지만 서로의 공통점을 찾고 남자로서 서로를 받아들이며 킹키부츠를 만들게 되는, 화합에 관한 이야기이기도 하다. 그는 롤라가 드래그 퀸, 여장을 하는 남자여서 클럽에서 춤추고 노래하는 역할이라 뮤지컬로서 흥미로운 소재라고 생각했다. 커밍아웃한 동성애자인 제리 미첼은 《킹키부츠》이전의 주요작에도 성소수자가 등장하는 작품을 제작하였다. 그는 "성소수자를 주인공으로 내세운 뮤지컬을 한다기보다는 한 사람이 변하면서 그 주위 사람들까지 변화시키고, 즐겁게 볼 수 있는 뮤지컬을 좋아하는 것"이라고 설명했다.

 극작가 하비 피어스타인의 동생이 작곡가로 신디 로퍼를 쓰면 어떻겠냐고 제안하여 신디 로퍼가 작곡가로 합류하게 되었다. 그 후 신디 로퍼가 먼저 2곡을 작곡해 보내주었는데, ‘The most Beautiful Thing in the world’와 ‘Not My Father’s son’이다. ‘Not My Father’s son’ 롤라가 1막 화장실에서 부르는 곡인데 《킹키부츠》에서 가장 유명한 넘버 중 하나이다.

## 수상 내역
미국
- 제 67회 토니어워드 : 작품상, 음악상, 안무상, 남우주연상, 편곡상, 음향상[29]
- 제 56회 그래미 어워드 : 베스트 뮤지컬 앨범상[30]

영국
- 제 16회 영국 왓츠 온 스테이지 어워즈 : 작품상, 남우주연상, 안무상[31]
- 제 61회 영국 이브닝 스탠다드 시어터 어워즈 : 최우수 뮤지컬 작품상[32]

대한민국
- 제 9회 더 뮤지컬 어워드 : 올해의 뮤지컬 상, 남우주연상[33]